# Саид Ахмад-хан
Сэр Саид Ахмад-хан (англ. Syed Ahmad Khan; урду سید احمد خان‎; род. 17 октября 1817, Дели — 27 марта 1898, Алигарх) — мусульманский реформатор и государственный деятель XIX века, один из авторов «теории двух наций».

## Биография
Родился и вырос в богатой семье. Молодой Саид отличался физически крепким телосложением, в детстве научился плавать и стрелять из лука. Саид научился читать Коран занимаясь в своём доме с репетитором, выучил персидский и арабский языки, а затем перешёл на изучение математики. Позже он заинтересовался медициной, однако вскоре бросил её не закончив полный курс. В возрасте 18 лет его формальное образование закончилось, но он продолжил своё обучение в частном порядке. Саид стал принимать участие в литературных встречах и культурных мероприятиях своего города.
Смерть отца в 1838 году поставила семью в тяжёлое финансовое положение. В 21 год Саид был вынужден искать работу. Он решил поступить на службу в Ост-Индскую компанию, там проработал до 1876 году и вышел на пенсию. Всю оставшуюся часть своей жизни он преподавал в колледже Алигархе и занимался изучением проблем мусульман в Южной Азии.
Своим самым большим достижением он считал основание колледжа в Алигархе. Статус университета колледж получил уже после смерти Саида в 1920 году. В этом университете обучалось большое количество мусульман, сам Саид там пропагандировал создание независимого государства Пакистан.
В отличие от других мусульманских лидеров своего времени, Саид Ахмад-хан высказал мнение, что мусульмане должны дружить с британцами. Он многое сделал чтобы убедить англичан, что мусульмане их друзья. Саид также написал комментарии к Библии, в которых он пытался доказать, что ислам является самой близкой религией к христианству.
Саид всячески призывал мусульман получать современное образование. Он высказал мнение, что мусульмане не смогут добиться успеха в области западной политики, не зная при этом её системы и основ. Саид был приглашён для участия в первой сессии Индийского национального конгресса и присоединиться к этой организации, однако он отказался принять это предложение. Ахмад-хан затем обратился к мусульманам с призывом держаться подальше от Конгресса.
В начале 1898 года ему стало плохо, медицинская помощь оказалась неэффективной. Его состояние стало критическим 24 марта. Утром 27 марта сильная головная боль усугубилась. Он умер в тот же вечер в доме Хаджи Исмаила Хана, был похоронен на следующий день в комплексе мечети при колледже Алигархе. На его похороны пришло большое количество друзей и поклонников.